# Ралли «Дакар-2017»
Марафонский ралли-рейд Дакар-2017 (англ. «2017 Dakar Rally») — 39-й в общем и девятый подряд ралли-рейд «Дакар», который проходил по территории Южной Америки (по дорогам Парагвая, Боливии и Аргентины).
Соревнования проводились в четырёх категориях — легковые автомобили (главным образом внедорожники и багги), мотоциклы, квадроциклы и грузовые автомобили.
В 13-й раз стал победителем Дакара Стефан Петерансель (7-й раз в классе внедорожников и 6-й раз в классе мотоциклов). Эдуард Николаев на грузовом КАМАЗ стал двукратным победителем ралли-рейда, а Сэм Сандерленд и Сергей Карякин отпраздновали свои дебютные победы.

## Этапы
- Пятый этап сокращен из-за плохой погоды (отменен второй тайм сектор).
- Шестой этап отменен из-за плохой погоды.
- Седьмой этап изменен маршрут из-за плохой погоды[3]
- Восьмой этап сокращен из-за плохих погодных условий (второй сектор, отменено только для грузовиков).
- Девятый этап отменен из-за смещения.

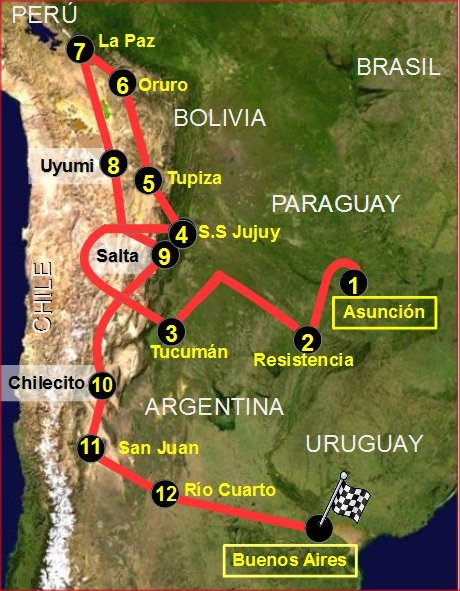